# Lidija Entschewa
Lidija Entschewa (bulgarisch Лидия Енчева; * 30. Juli 2006) ist eine bulgarische Tennisspielerin.

## Karriere
Entschewa spielt hauptsächlich Turniere auf der ITF Women’s World Tennis Tour, wo sie aber bislang keinen Titel gewinnen konnte.
2024 qualifizierte sie sich für das Hauptfeld im Dameneinzel des mit 60.000 US-Dollar dotierten W75 Kuršumlijska Banja, wo sie in der ersten Runde gegen Kaitlin Quevedo mit 2:6, 7:65 und 6:3 gewann, dann aber zu ihrer Zweitrundenbegegnung gegen Tena Lukas nicht antreten konnte. Anfang September konnte sie sich für das Hauptfeld im Dameneinzel der mit 40.000 US-Dollar dotierten Naparis Trophy qualifizieren, verlor aber dann gegen die topgesetzte Jekaterina Wladimirowna Makarowa in der ersten Runde mit 2:6 und 1:6. Auch für das Hauptfeld im Dameneinzel der Pirulo Cup Pasardschik konnte sie sich Ende September qualifizieren, scheiterte aber ein der ersten Runde mit 3:6 und 5:7 an ihrer Landsfrau Rossiza Dentschewa.
Im Jahr 2025 wurde sie erstmalig für die bulgarische Fed-Cup-Mannschaft nominiert.